# The Sacrifice (Thou)
The Sacrifice è il nono EP del gruppo musicale sludge metal Thou, pubblicato nell'aprile del 2014.

## Tracce
1. New Orleans Is a Hole – 8:24
2. I Believe Because It Is Impossible – 3:44
3. Pill – 3:01
4. Eulogy – 5:09
5. I Hate Myself and I Want to Die (cover dei Nirvana) – 4:01

## Formazione
- Bryan Funck – voce
- Andy Gibbs – chitarra
- Matthew Thudium – chitarra
- Mitch Wells –  basso
- Josh Nee – batteria